# Eldetal
Eldetal est une commune allemande du sud-ouest de l'arrondissement du Plateau des lacs mecklembourgeois dans le Mecklembourg-Poméranie-Occidentale, qui est créée le 26 mai 2019 par la fusion des communes de Grabow-Below, Massow, Wredenhagen et Zepkow. La commune est administrée par l'Amt Röbel-Müritz basé dans la ville de Röbel/Müritz.

## Géographie

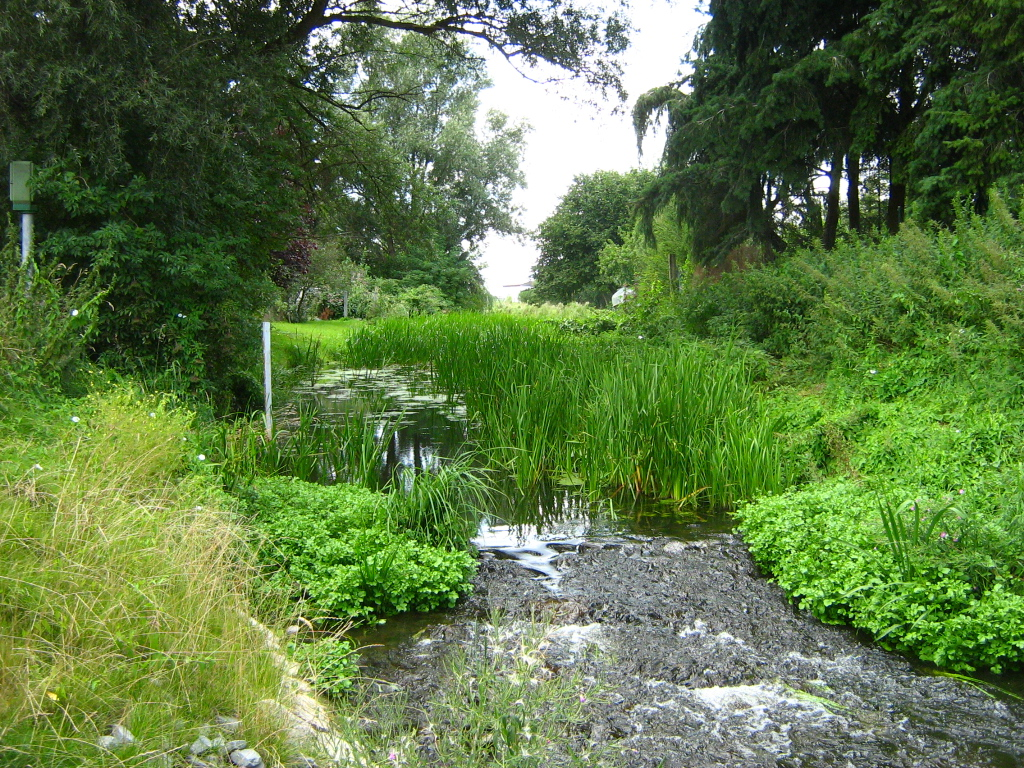
L'Elde à Wredenhagen

La commune est située au sud de la région des plateaux des lacs mecklembourgeois entre Röbel/Müritz et Wittstock/Dosse à la frontière avec le Brandebourg. L'Elde supérieur, qui donne son nom à la commune, traverse le territoire communal en direction de Müritz. Avec le lac de Massow (de) (113 hectares) et le lac Mönch (de) (91 hectares), il existe deux grands lacs au sein de la commune. Le Mönchsee se trouve au milieu d'une réserve naturelle du même nom, visible depuis une tour de guet à Mönchshof.
Les quartiers d'Evchensruh, Grabow-Below, Massow, Neukrug, Wredenhagen et Zepkow ainsi que les quartiers résidentiels de Kornhorst et Mönchshof font partie d'Eldetal.

## Histoire
Le 17 décembre 2018, les maires des quatre communes signent l'accord de changement de territoire qui, entre autres, qui fixe notamment le nom de la nouvelle commune. La nouvelle commune est créée le jour des élections communales de 2019 en Mecklembourg-Poméranie-Occidentale (de).

## Politique

### Conseil municipal et maire
Le conseil municipal est composé (en incluant le maire) de 10 membres. L'élection du conseil municipal du 26 mai 2019 a les résultats suivants :
| Parti                               | Pourcentage | Sièges |
| ----------------------------------- | ----------- | ------ |
| Groupe d'électeurs pour Wredenhagen | 34,54       | 3      |
| Liste libre Zepkow                  | 28.23       | 3      |
| Groupe d'électeurs Grabow-Below     | 19.18       | 2      |
| Groupe d'électeurs libres Massow    | 15.87       | 2      |

Le maire de la commune est Manfred Pitann, il rassemble 75,84 % des voix.

### Blason, drapeau, sceau officiel
La municipalité n'a pas d'emblème officiellement approuvé, ni blason ni drapeau. Le petit sceau d'État avec les armoiries de l'État de Mecklembourg est utilisé comme sceau officiel. Il montre une tête de taureau regardant vers l'avant avec une fourrure et une couronne de cou arrachées et l'inscription "GEMEINDE ELDETAL".

## Tourisme
Parmi les curiosités de la commune d'Eldetal figure le château de Wredenhagen (de), mentionné pour la première fois au 13e siècle et dont la cour intérieure est utilisée à diverses fins culturelles. Outre l'école libre du château de Wredenhagen, le site abrite également une salle de chasse et une salle d'histoire locale. En outre, il y a l'église de Wredenhagen (de) datant de la deuxième moitié du XVIIIe siècle, dont l'intérieur est pour l'essentiel d'origine et qui possède un orgue Lütkemüller (de) de 1860, l'église du village de Massow (de) en pierres des champs et en briques, l'église de Grabow du XIXe siècle de style néogothique et l'église du village de Zepkow, une construction en briques sur un vieux socle en pierres des champs avec une tour en bois de 1775. À Massow se trouve un domaine classé avec une maison de maître et un parc. Au sud de Below, déjà sur le territoire de Wittstock/Dosse, se trouve le mémorial de la marche de la mort dans la forêt de Below (de).

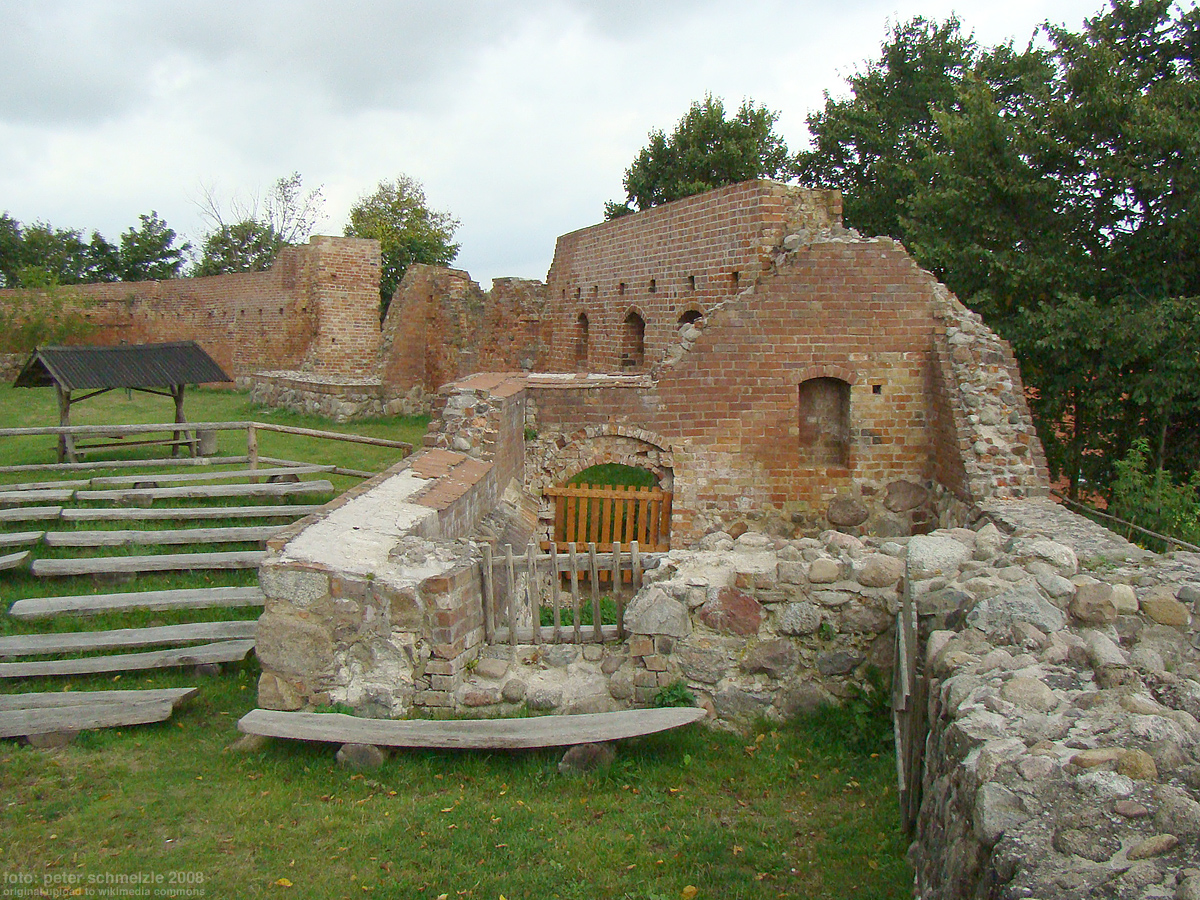
Murs d'enceinte du château
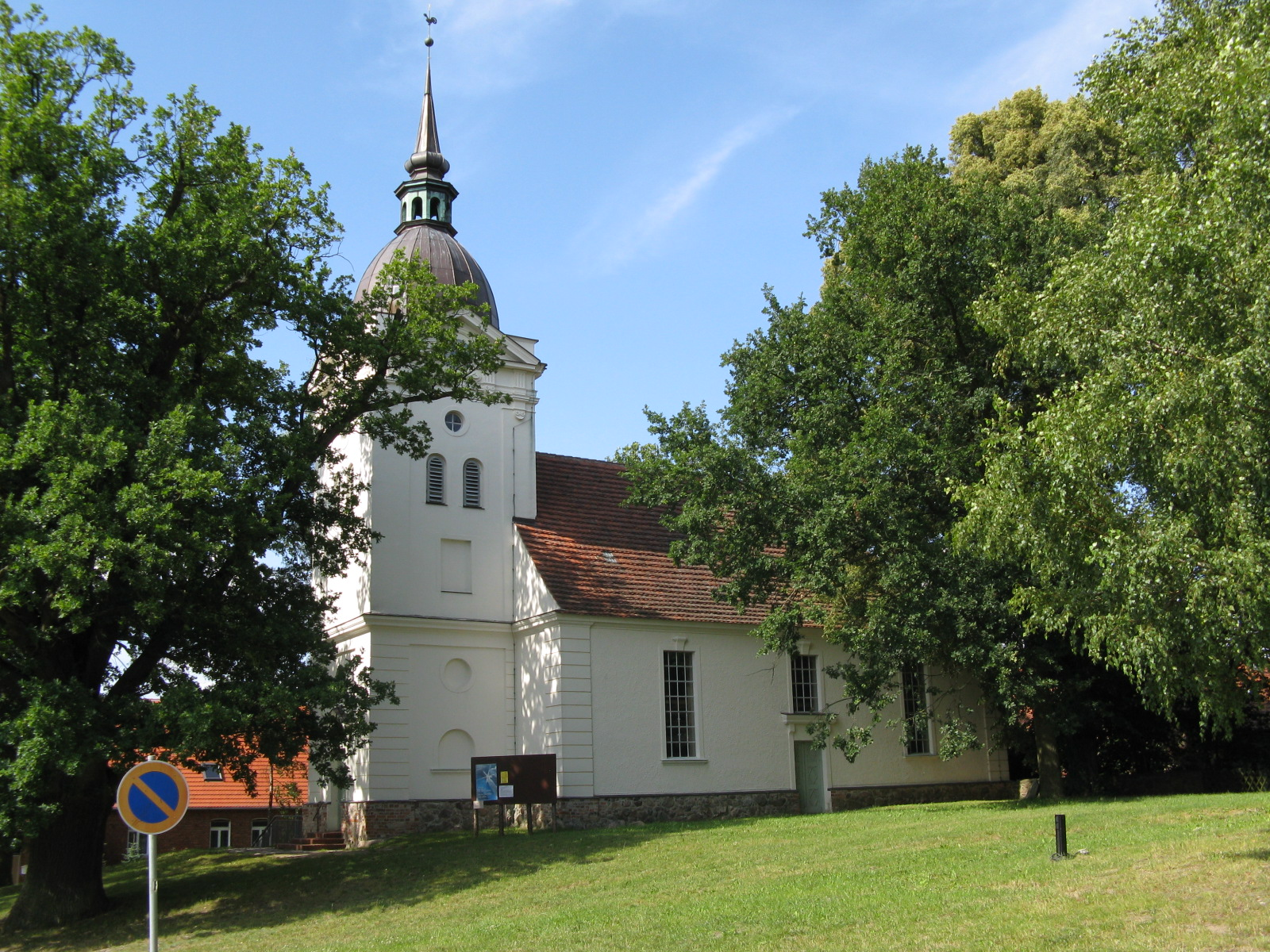
Église de Wredenhagen
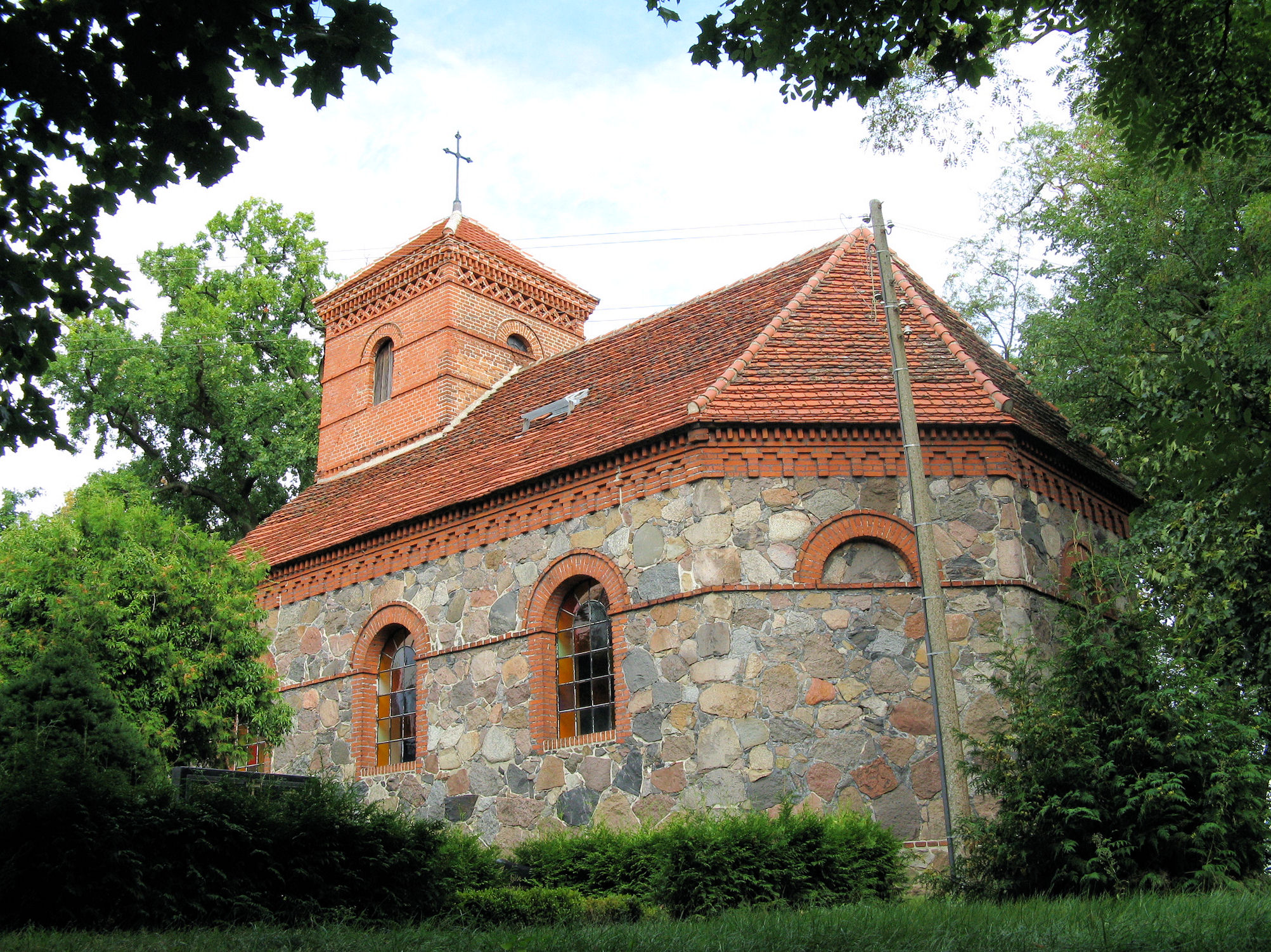
Église du village Massow
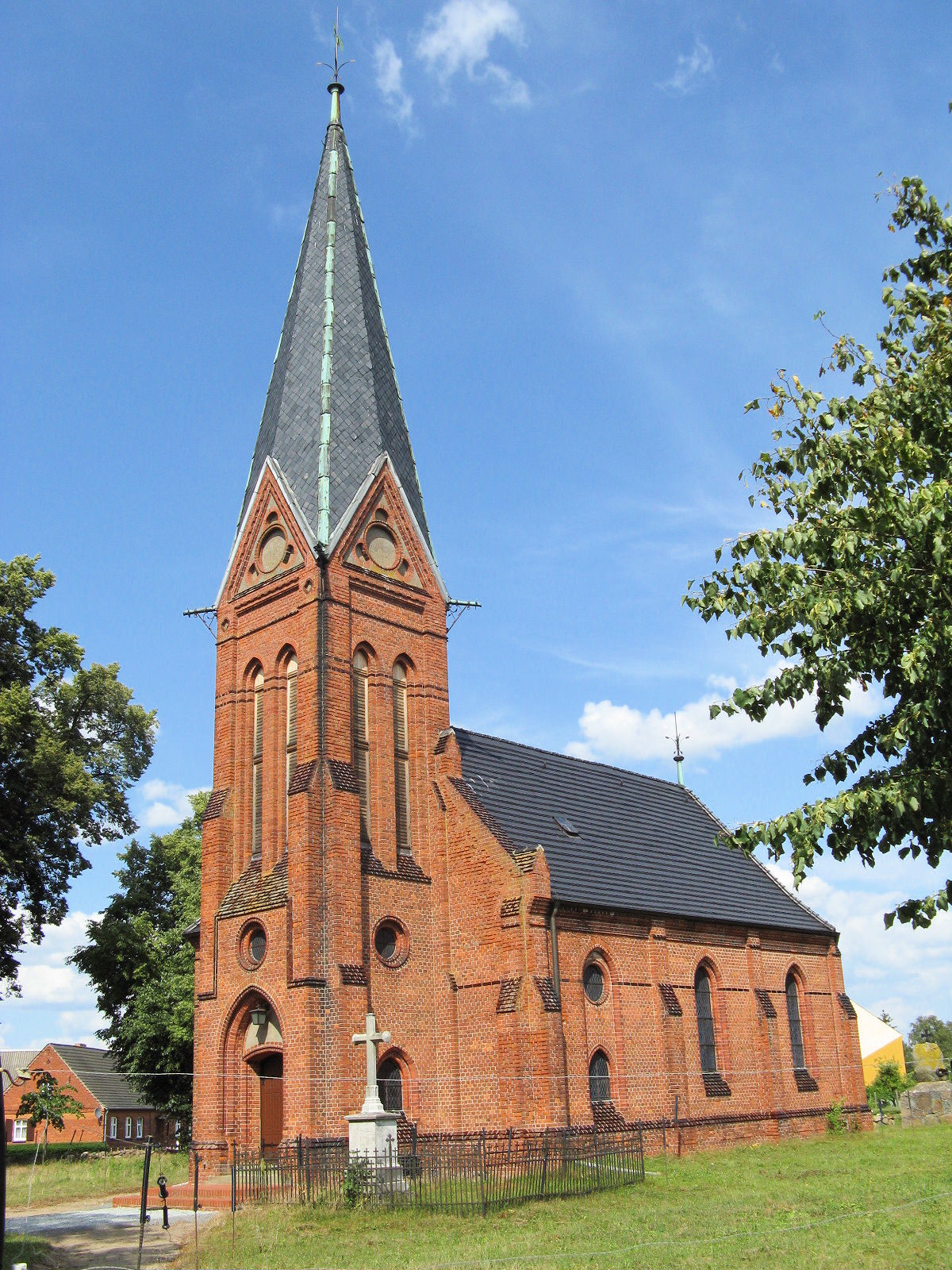
Église du village de Below
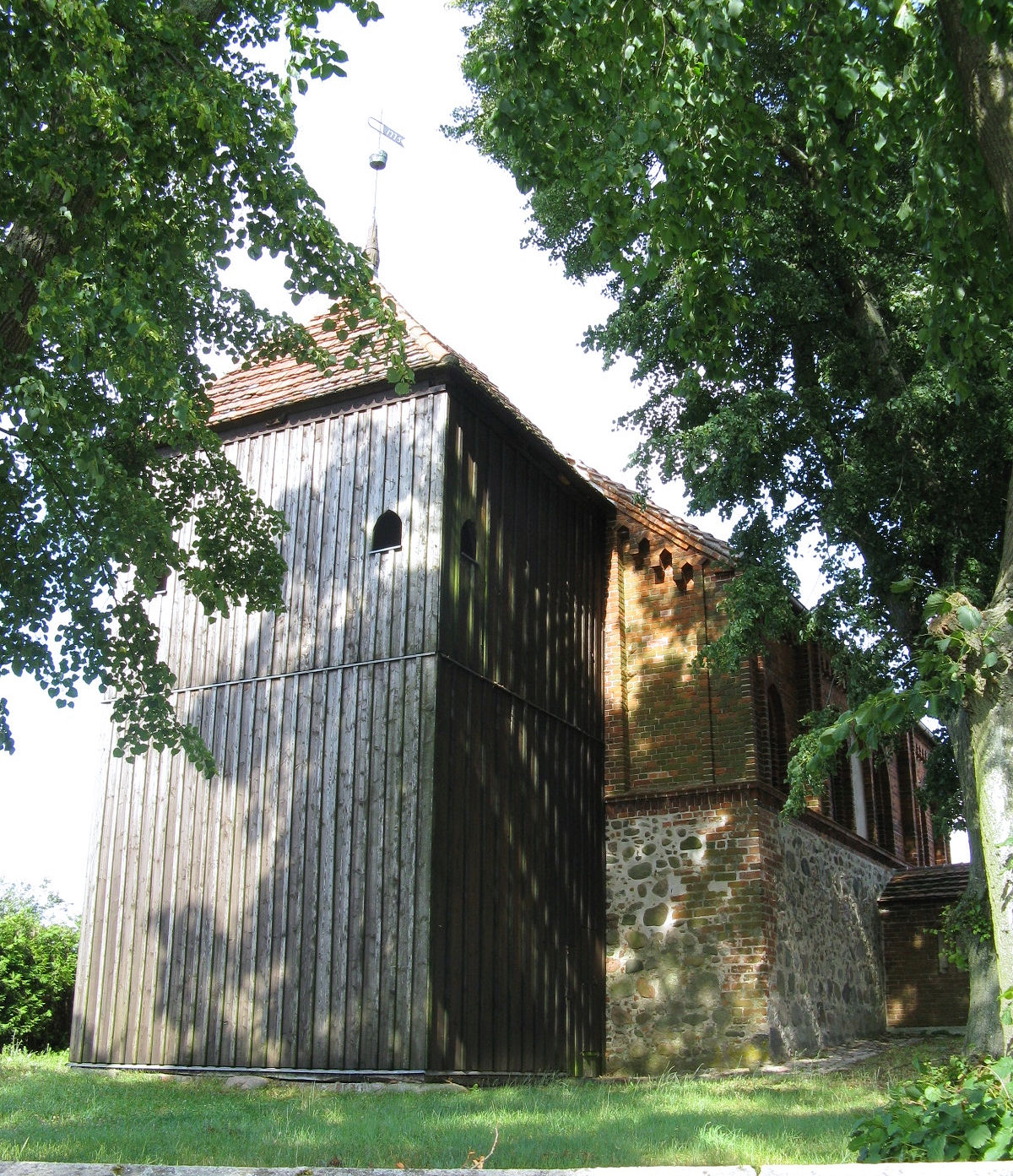
Église du village de Zepkow

## Transports
La Bundesautobahn 19 (Berlin-Rostock) passe au milieu de la commune, les embranchements les plus proches sont Röbel/Müritz au nord et Wittstock/Dosse au sud. L'aire de repos de l'autoroute Eldetal se trouve près du pont sur l'Elde. La route nationale 24 de Röbel/Müritz à Wittstock/Dosse, parallèle à l'autoroute, traverse Wredenhagen. Les gares les plus proches sont à Wittstock/Dosse ou Meyenburg.

## Personnalités liées à la ville
- Fritz Christen (1921-1995), militaire né à Wredenhagen.
- Walther Preik (1932-2018), sculpteur né à Massow.